# گانگا چوتی
گانگا چوتی (به انگلیسی: Ganga Choti) یک عوارض جغرافیایی در پاکستان است که در ناحیه باغ واقع شده‌است. گانگا چوتی ۳٬۰۴۴ متر بالاتر از سطح دریا واقع شده‌است.